# By & Havn
By & Havn (eller Udviklingsselskabet By & Havn I/S) er et selskab, der har til opgave at udvikle store og centrale byområder i København såsom Ørestad og Nordhavnen samt at drive Københavns Havn, der dog er udlagt til datterselskabet Copenhagen Malmö Port (CMP).  
Selskabet ejer en lang række arealer i Ørestad, Nordhavnen, Lynetten og Sydhavnen. Indtægterne fra grundsalget går til at nedbringe gælden i firmaet, som stammer fra finansieringen af metroen i København. 
By & Havn ejes af Københavns Kommune (95%) og staten (5%). Anne Skovbro, tidligere filantropidirektør i Realdania, er administrerende direktør for selskabet.

## Historie
By & Havn har sine historiske rødder Københavns Havn A/S og i arbejdet med at udvikle Ørestad. Her finansierede man delvist bygningen af de første metrolinjer gennem salg af de store grundarealer på Amager. 
I oktober 2007 stiftede man Arealudviklingsselskabet I/S og nedlagde samtidigt Ørestadsselskabet I/S, Frederiksbergbaneselskabet I/S og Københavns Havn A/S.  Året efter - den 14. maj 2008 - skiftede organisationen navn til By & Havn. 
Grundideen er fortsat, at man gennem salg af grundarealer kan finansiere bygningen af Københavns Metro. For at holde Metroselskabet og By & Havn adskilt, har By & Havn ved stiftelsen overført et beløb, som dækker organisationens forpligtelser. By & Havn blev derfor stiftet med en betydelig gæld. 
På grund af finanskrisen stivnede boligsalget, og der blev rejst kritik af By & Havns budgetter og værdiansættelse af grunde, som blev anset for urealistiske.
Ved udgangen af 2020 havde selskabet en egenkapital på -2,9 mia. kr. Egenkapitalen er dermed forbedret med næsten 1 mia. kr. i løbet af de sidste 3 år og selskabet forventer, at egenkapitalen er positiv i løbet af nogle få år.
Selskabets nominelle gæld udgjorde ved udgangen af 2020 12,4 mia. kr. Gælden er nedbragt de seneste fem år. Baggrunden for såvel forbedring af egenkapital og gældsnedbringelse er bl.a., at salget af byggeretter har ligget over 1 mia. kr. hvert år siden 2017.

## Udvikling af Ørestad
Den første store opgave var udviklingen af Ørestad. Københavns Kommune og Staten stiftede sammen Ørestadsselskabet, der havde til formål at udvikle arealerne og finansiere bygningen af den københavnske metro.
Det vindende projekt i en international arkitektkonkurrence i 1994 afslørede en samlet helhedsplan for Ørestad, som deler området op i fire distrikter. Den finske tegnestue APRT og de danske KHR Arkitekter etableret et fællesforetagende "joint venture" og fremlagde en endelig plan i 1997. Den første kontorbygning blev afsluttet i 2001. De første boliger blev afsluttet tre år senere. I 2013 var der mere end 4000 lejligheder samt 233.000 m² kontorbyggeri i Ørestad. Desuden er der i alt 13 bygninger under opførelse.

## Udvikling af Nordhavnen
I 2005 indgik Københavns Kommune og regeringen en aftale om udvikling af Nordhavn. Herefter blev der udskrevet en international konkurrence i 2008 om fremtidens bæredygtige by - som siden er konkretiseret i en udviklingsstrategi for området. I 2013 begyndte det første konkrete boligbyggeri Århusgade-kvarteret.
By & Havn planlægger samlet set at bygge 400.000 kvadratmeter bolig og erhverv i Århusgadekvarteret fra 2013. Derudover er der lokalplaner under behandling, som giver mulighed for yderligere 225.000 m² nybyggeri på Trælastholmen, Levankaj Vest og Århusgade Vest. Området forventes at være færdigudbygget i løbet af 20-25 år. Udbygningen af området finansierer delvist udbygningen af Metroen.
Området udvides med et 100 ha stort område, så det bliver muligt at flytte den nuværende containerhavn længere bort fra bebyggelsesområder af hensyn til der skal benyttes til en ny containerhavn og en ny krydstogtskaj, der får plads til tre krydstogtsskibe ad gangen. Krydstogtkajen forventes færdig i 2013 og de tilhørende terminaler i 2014.

## Ejerskab af byområder
By & Havn ejer arealer eller har aktiviteter i den nordlige ende af Københavns Havn (Nordhavnen, Svanemøllehavnen, Marmormolen, Amerika Plads, Langelinie, Nordre Toldbod), i den sydlige del af Københavns Havn (Enghave Brygge, Teglholmen, Sluseholmen, Sydhavnstippen, Stejlepladsen) og på den nordlige spids af Amager (Lynetten, Margretheholms havn og Prøvestenen) og i Ørestad (Ørestad Nord, Amager Fælled Kvarter, Ørestad City, Ørestad Syd). Disse arealer bliver løbende solgt fra i en proces, der sandsynligvis vil strække sig et par årtier frem. Man ejede også den lille, men meget centralt beliggende ø Christiansholm (Papirøen), inden den blev solgt til et partnerskab bestående af Danica Ejendomme, Unionkul og Nordkranen. 
By & Havn ejer mindre dele af forskellige byggeprojekter i de områder, hvor de står for byudviklingen. Det gælder f.eks. for FN Byen på Marmormolen, hvor By & Havn ejer ca. 8%.

## Drift af Københavns Havn
By & Havn har også ansvaret for driften af Københavns Havn. Driften sker gennem Copenhagen Malmö Port (CMP), som By & Havn ejer 50% af. 
Selskabet står for havnedrift i både København og Malmø for både cruiseskibe, containerhavn, bilterminaler. Samtidigt investerer CMP i udbygning af f.eks. de nye kajanlæg på Nordhavnen og i Malmø.
På et år ankommer der ca. 370 cruiseskibe med mere end 800.000 passagerer - hovedparten i København. Samtidigt bliver der losset mere end 450.000 biler, hovedsageligt i Malmø.

## Ekstern henvisning
- Udviklingsselskabet "By og Havn I/S"
- Copenhagen Malmö Port

55°41′19.06″N 12°35′54.83″Ø / 55.6886278°N 12.5985639°Ø